# Amauronematus microphyes
Amauronematus microphyes är en stekelart som först beskrevs av Förster 1854.  Amauronematus microphyes ingår i släktet Amauronematus, och familjen bladsteklar. Arten är reproducerande i Sverige.